# Verhnie, Lebedîn
Verhnie (în ucraineană Верхнє) este un sat în comuna Katerînivka din raionul Lebedîn, regiunea Sumî, Ucraina.